# Királyok völgye 59
A Királyok völgye 59 (KV59) egy egyiptomi sír a Királyok völgye keleti völgyében. Megkezdett sírnak tűnik, múmiát nem találtak benne. A 6,4 m² területű aknasír az újbirodalom idején épült; felfedezésének történetéről nincs adat. James Burton 1825-ben, Eugène Lefébure 1889-ben, Howard Carter 1921-ben térképezte fel. Jelenleg tele van törmelékkel, nem látogatható.

## Külső hivatkozások
- Theban Mapping Project: KV59